# Marcel Body
Marcel Body, né le 23 octobre 1894 à Limoges, mort le 12 novembre 1984 à Chatou, a été typographe, membre du Groupe communiste français (en) de Moscou dès 1918, militant de l'Internationale communiste et diplomate de l'URSS en Norvège. Il adopte très vite une position critique vis-à-vis du pouvoir stalinien et devient un de ses opposants. De retour en France, il est exclu du Parti communiste français en 1928. 
Correcteur et traducteur de nombreux ouvrages russes.

## Biographie
Né à Limoges en Haute-Vienne dans une famille ouvrière, Marcel Body devient à douze ans apprenti typographe. Il y découvre la lecture, tant de la presse politique (en particulier socialiste) que des romans. Sa passion pour Tolstoï le pousse à apprendre le russe. Soucieux d'une amélioration de la condition ouvrière, il se rapproche des milieux marxistes, et assiste à Limoges à des meetings de Jean Jaurès.
Mobilisé en 1916, sa connaissance du russe l'amène à être envoyé en Russie au sein de la mission militaire française. Il y assiste à la révolution russe. En 1918, il fait partie des membres de la mission militaire française qui refusent de participer à l'offensive militaire menée par les alliés (dont la France) contre le nouveau régime, et qui rejoignent le Groupe communiste français (en) à Moscou.
Il travaille pour l'Internationale communiste, puis passe plusieurs années comme diplomate en Norvège, aux côtés d'Alexandra Kollontaï. La lutte entre Staline et Trotski entrait dans sa dernière phase, et le premier - souhaitant écarter d'URSS une opposante potentielle - ne voyait sans doute pas d’un mauvais œil que Kollontaï quittât la Norvège pour aller au Mexique, à l’expiration de son congé.
Hostile au régime stalinien, il quitte l'URSS en 1927. Rentré en France, il devient un opposant au sein du PCF, ce qui provoque son exclusion en 1928. Il participe alors au courant communiste antistalinien, fondant, à Limoges, deux journaux : La Voix d'un militant (3 numéros), puis, La Vérité (15 numéros). Il crée aussi un mouvement éphémère, l'Union des travailleurs révolutionnaires qui s'inscrit cependant dans un courant oppositionnel plus large composé d'autres groupes. 
L'écho de La Vérité fut national. Marcel Body ouvre notamment les colonnes de l'hebdomadaire à Lucien Laurat, Pierre Monatte, Boris Souvarine, Alfred Rosmer et Maurice Paz.
Il quitte Limoges en 1929, s'installe à Paris et devient correcteur. Il traduit aussi du russe de nombreux textes de Lénine, Trotski, et plus tard de Bakounine, sous l’égide de l’Institut international d'histoire sociale d’Amsterdam.
En 1936, en visite à Stockholm, il revoit Alexandra Kollontaï, alors ambassadrice soviétique, qui lui confie la volonté de Staline de se rapprocher d'Hitler, pour éviter une guerre avec le Reich. Body en informa Léon Blum, qui réfuta la véracité de l'information.
En 1940, il est mobilisé à Limoges. Après sa démobilisation, il part pour Lyon où il travaille comme correcteur à Paris-Soir jusqu’en 1942. Revenu à Limoges, il entre à « La Fraternelle » en qualité de directeur d’exploitation forestière. De retour à Paris en 1946, il travaille à nouveau comme correcteur, au journal Libération d'Emmanuel d'Astier notamment, et à des traductions - il prend sa retraite en 1960.
Dans les années 1960, il participe à la revue de Boris Souvarine : Le Contrat social. Et à partir de 1974, il collabore au Réfractaire, journal d'esprit libertaire, aux côtés de son amie, May Picqueray.
Ses souvenirs jusqu'en 1927, écrits en 1980, ont été publiés sous trois titres successifs : Un piano en bouleau de Carélie (Hachette, 1981), Un ouvrier limousin au cœur de la révolution russe (Spartacus, 1986), Au cœur de la Révolution : Mes années de Russie, 1917-1927 (Éditions de Paris, 2003).

## Sources
- Marcel Body, Les Groupes communistes français de Russie : 1918-1921, Allia, 1988, rééd. 2015.
- Marcel Body, Un piano en bouleau de Carélie. Mes années de Russie 1917-1927, Paris, Éditions Hachette, 1981, 320 p. Réédité sous le titre Un ouvrier limousin au cœur de la révolution russe, Éditions Spartacus, 2015.
- Dictionnaire biographique du mouvement ouvrier français : notice biographique « Marcel Body ».
- L'Éphéméride anarchiste : notice biographique.
- Anne Manigaud, Marcel Body : Limoges-Moscou-Limoges. Itinéraire bouleversé par la Révolution russe, mémoire de maîtrise sous la direction d'Antoine Prost et Claude Pennetier, Université de Paris I-Panthéon-Sorbonne (CRHMSS, actuel CHS), 1994, 212 p.
- Mémoire ouvrière en Limousin, Visages du mouvement ouvrier en Limousin, plaquette collective, Limoges, C.R.D.P. du Limousin, 1997, dont "Marcel Body : Limoges-Moscou-Limoges", Anne Manigaud.
- 1917 Le Limousin et la révolution russe, Anne Manigaud & Association La Courtine 1917 (ouvrage en 2 parties : une partie consacrée à Marcel Body et une autre sur l'histoire des mutins russes de La Courtine en 1917), Les Ardents Editeurs, Limoges, 2017. https://www.lesardentsediteurs.com/?1917-le-Limousin-et-la-revolution

## Filmographie - Documentaire
- Bernard Baissat avec Alexandre Skirda, Écoutez Marcel Body, vidéo, 55 min, 1984, voir en ligne.
- Réalisé par Marie-Dominique Montel et Christopher Jones, Coproduit par France 3-Nouvelle-Aquitaine et Zoulou Company, avec le soutien du CNC et la participation d’Histoire (chaîne TV), « Marcel et Lénine », documentaire, 2017.